# Daiva Matonienė
Daiva Matonienė (* 13. März 1973 in Ginkūnai, Rajongemeinde Šiauliai) ist eine litauische Politikerin aus Šiauliai, Vizeministerin der Umwelt.

## Biografija
Von 1980 bis 1989 lernte sie an der Schule Rėkyva und 1993 absolvierte sie die Oberschule für Pädagogik in Panevėžys und wurde Vorschulpädagogin. Von 1998 bis 2003 absolvierte sie mit Auszeichnung das Studium der Business Administration und 2005 das Masterstudium der Finanzen und des Bankwesens an der Šiaulių universitetas.
Von 2000 bis 2004 arbeitete sie im Unternehmen TŪB „Salda“. Seit 2003 lehrt sie in der Abteilung Šiauliai der Vakarų Lietuvos verslo kolegija. Von 2007 bis 2011 war sie stellvertretende Bürgermeisterin von Šiauliai, von 2011 bis 2013 Mitglied im Stadtrat Šiauliai. Seit dem 21. Dezember 2012 ist sie stellvertretende Umweltministerin Litauens, bis 2014 Stellvertreterin von Valentinas Mazuronis und seit Juli 2014 Stellvertreterin von Kęstutis Trečiokas im Kabinett Butkevičius.